# 趙延義
赵延义（896年—953年8月24日），又作赵延乂，字子英，五代十国前蜀、后唐、后晋、后汉、后周占星官员，秦州人。
赵延义曾祖赵省躬，因为通晓术数担任通州司马，避乱逃到蜀地。祖父赵师古，担任黔中经略判官。父亲赵温珪，在前蜀担任司天监。赵温珪精通袁天纲、許負之术，还有推算天文历法的本事。为王建时，深蒙宠待，常召入宫中，占卜吉凶，询问得失。稍稍有占不中，就加以诘责。临终劝儿子说：“推演预测的技术虽是世业，我出仕蜀国已来，差点因为技术而死，你等能以其他方式仕进，也是良图。”赵延义在前蜀以恩荫为奉礼部翰林待诏，以家传之法，官至司天监。前蜀灭亡入洛阳，时年三十岁。天成年间，为司天监星官，兼通占卜推算的三种方式，尤其善于相人术。清泰年间，兼卫尉少卿，与枢密直学士吕琦留宿内廷，吕琦私下从容询问国家命运，赵延义说：“来年是多厄之期，过了再说吧。”吕琦不停追问，赵延义说：“保国家在司法行政，保国祚在造福积德。司法行政我这个术士不敢多言，不过在朝中际会的诸公大臣，很少有造福积德卓绝之人，下官实有超越本职忧国忧民的意思。”后晋天福年间，接替马重绩为司天监。契丹灭晋，随至镇州，赵延义随至镇州。后汉高祖刘知远定两京后，控鹤都将李筠、何福進诸校暗中谋划劫夺库中兵器，驱逐耶律麻荅后，归顺后汉，犹豫未决，赵延义以术数使他们下定决心。他回到京师后，官秩如旧。郭威自魏州率兵入京师，召问赵延义：“汉祚短促是天数吗？”赵延义说：“王者抚有天下，当用仁恩德泽，汉的刑法严酷，刑罚枉滥，天下喊冤，这是他灭亡的原因！”当时，郭威率兵包围苏逢吉、刘铢的宅第，想要诛杀其族，听到赵延义的话毛骨悚然，于是赦免其族，二家获全。广顺初年，加检校司徒，本官如故，郭威多次召他询问对。他善于交游，达于机变，有有技术，见者乐意欢心结交。广顺二年，授太府卿，判司天监事。同年夏初，灵台失火，他说这是星官所忌，又说自己的性命与宫灾相联系，不久其子去世，而后妻子去世，他也患病，故人探视他，他举手说：“多谢诸亲，我的死灾不可逃避了。”广顺三年七月十三庚寅日（953年8月24日），病故，年五十八岁。赠光禄卿。